# ТВС-2ДТС (ЛМС-9)
ТВС-2ДТС (ЛМС-9) — российский лёгкий турбовинтовой самолёт. Цельнокомпозитный вариант «2ДТС» (демонстратор технологий СибНИА с экипажем 2 человека), был разработан СибНИА им. С. А. Чаплыгина для замены устаревших самолётов типа Ан-2.

## Разработка
В 2016 году в ФГУП СибНИА им. С. А. Чаплыгина началась разработка лёгкого многоцелевого самолёта на 9 мест (ЛМС-9). В 2017 году опытный образец самолёта получил обозначение ТВС-2ДТС.
ТВС-2ДТС — вариант проекта ТВС-2МС, имеющего цельнокомпозитную конструкцию из углепластика, полностью новый фюзеляж и новую кабину пилотов.
Благодаря применению современного комплекса авионики, ТВС-2ДТС стал всепогодным самолётом и может эксплуатироваться в любое время суток.
ТВС-2ДТС, так же как и ТВС-2МС, оснащён турбовинтовым двигателем Honeywell TPE331-12UAN.
Эта модификация была полностью спроектирована и построена в СибНИА. Первый полёт состоялся 10 июля 2017 года на экспериментальном аэродроме Ельцовка (Новосибирск). 

16 июля ТВС-2ДТС совершил беспосадочный перелёт из Новосибирска в подмосковный Жуковский, где был представлен широкой публике на стоянке авиасалона МАКС-2017. 

Проектировщик полагает, что данная модификация самолёта является доведённой до уровня предсерийного образца, где отработаны все основные элементы конструкции крыла, оперения, двигательного отсека, что позволит в течение двух лет сертифицировать самолёт. Созданная проектировщиком технология позволяет начать серийное производство самолётов на небольших заводах со штатом 70-80 человек с уровнем производства 25-30 штук в год с 2019—2020 года.
В 2023 году было объявлено о создании совместного Белорусско-российского легкого самолёта ЛМС-401 на 12 мест с двигателем ВК-800. По количеству пассажиров этот самолёт будет как и Ан-2, т. е. схожий с ТВС-2ДТС (ЛМС-9), но менее мощным мотором.

## Производство
Планировалось в 2021 году производить самолёты ТВС-2ДТС на Улан-Удэнском авиазаводе. Однако, в 2019 году Минпромторг определил «Уральский завод гражданской авиации» (УЗГА) в качестве основного разработчика и производителя нового самолёта для замены устаревающих Ан-2.

## Характеристики

### Лётно-технические характеристики
- Крейсерская скорость: 350 км/ч.
- Грузоподъёмность: 2450 кг (при дальности до 450 км).
- Перегоночная дальность полёта: 4500 км.
- Примерная стоимость: 150 млн руб.[10]

### Основные отличия от замещаемой модели (Ан-2)
- Турбовинтовой двигатель.
- Цельнокомпозитная углепластиковая конструкция.
- Обновлённый фюзеляж и кабина пилотов.
- Заострённая форма носовой части самолёта.
- Изменённые стойки шасси.
- Замкнутый контур крыла.